# 100 mm/45 Model 1930
100 mm/45 Model 1930  е корабно универсално оръдие с калибър 100 mm и дължина на ствола 45 калибра, разработено и произвеждано във Франция. Състои на въоръжение във ВМС на Франция. Предназначено е за въоръжение на крайцерите във френския флот. Използва се в сдвоени установки от два типа. Разработено е специално за тежкия крайцер „Алжери“. Също се планира за поставяне на линкорите от типа „Ришельо“. Негово последващо развитие става оръдието 100 mm/55 Model 1945.

## Конструкция
Оръдието Model 1930 има напълно съвременна конструкция. Стволът е моноблок и има полуавтоматичен затвор и се комплектова с пружинен досилател. Техническата скорострелност достига 16 изстрела в минута, но трудностите при зареждане при големи ъгли снижават практическата скорострелност до 10 изстрела в минута. За оръдието са разработени фугасни и полубронебойни снаряди.